# マタベリ国際空港
マタベリ国際空港（マタベリこくさいくうこう、Aeropuerto Internacional Mataveri）はチリのイースター島にある国際空港。

## 概要
イースター島唯一の国際空港で、イースター島内最大の都市のハンガロア市内に隣接している。1965年に供用開始され、1967年にラン航空がサンティアゴとの定期直行便の運航を開始して以来、イースター島の空の玄関として運営されている。

## 設備
平屋建ての空港ターミナルビルに、2つの中型機用スポットと2つの小型機用スポットがあるが、ボーディング・ブリッジは用意されていない。
乗り入れる航空会社もLATAM チリのみで、空港の施設も小さいが、南アメリカ最長クラスとなる3,318メートルの滑走路を持つ。これは発着便の全てが遠距離便であり、太平洋上を飛行するために他の飛行場へのダイバートが容易でないことに起因する、大量のジェット燃料の積載が必要であったり、アメリカ航空宇宙局が運用していたスペースシャトルの緊急着陸場として使われることが想定されていたことに由来する。

## 乗り入れ航空会社
| 航空会社   | 就航地       |
| ---------- | ------------ |
| LATAM チリ | サンティアゴ |

## アクセス
イースター島の最大の都市であるハンガロアに隣接して設けられており、市内中心地とは定期便に併せて運行されるバスやタクシーで結ばれている。